# Bagmarani
Bagmarani (en georgiano: ბაღმარანი) o Bagbaran (en abjasio: Баӷбаран) es un pueblo que pertenece a la parcialmente reconocida República de Abjasia, parte del distrito de Gulripshi, aunque de iure pertenece al municipio de Gulripshi de la República Autónoma de Abjasia de Georgia.

## Toponimia
El nombre Bagbaran proviene del nombre de una familia aristocrática local, la familia Bagba (en abjasio: Баҕба).

## Geografía
Bagmarani está a 12 km al norte de Gulripshi. Limita con Tsebelda en el noreste, Dziguta en el oeste, parte del distrito de Sujumi y separado del mismo por el río Kelasuri; Merjeuli en el este, y el pueblo de Machara en el sur. En el norte del pueblo se encuentra un terreno montañoso difícil que deriva de las montañas del Gran Cáucaso. Las aldeas de Aleksándrovka y Poltava-Aleksándrovskoe están bajo la administración del pueblo.

## Historia
Bagmarani es el único pueblo en Abjasia donde la mayoría de la población está compuesta por abjasios guma, la población indígena de Guma (que corresponde con los actuales distrito de Sujumi y Gulripshi), la gran mayoría de los cuales ha estado viviendo en Turquía desde el Muhayir. Sólo 19 abjasios quedaron en el pueblo, convirtiéndose en minoría cuando llegaron inmigrantes georgianos estas tierras desocupados. Los mingrelianos y rusos se establecieron a finales del siglo XIX en la aldea de Poltavskoye (actualmente Achadara) mientras que los griegos pónticos se quedaron en Aleksándrovskoye (hoy en día Amchjal).
A fines del siglo XIX, los rusos comenzaron a abandonar el pueblo y en 1949 todos los griegos pónticos locales fueron deportados a Kazajistán. Por lo tanto durante toda la segunda mitad del siglo XX, la gran mayoría de los habitantes del pueblo fueron georgianos. 
Tras la guerra de Abjasia (1992-1993), la gran mayoría de la población abandonó el país (y los que no se fueron, se mudaron a Sujumi) y el pueblo quedó casi despoblado. El grupo de artillería del Ministerio de Defensa de Abjasia está estacionado en el pueblo.

## Demografía
La evolución demográfica de Bagmarani entre 1959 y 2011 fue la siguiente: 
| 1407                                                | 1373 | 123 |
| (Fuente: Population of Abkhazia since Soviet times) |      |     |

La población ha disminuido en más de un 90% tras la guerra, en su mayoría por la huida de georgianos y armenios. En el pasado la mayoría de la población eran georgianos y armenios, pero en la actualidad la gran mayoría son armenios (con una minoría de abjasios). Como se ha mencionado antes la mayoría de la población está compuesta por abjasios del subgrupo guma, que tienen su propio dialecto del abjasio.
|              | 2011      | 2011       |
| Grupo étnico | Población | Porcentaje |
| ------------ | --------- | ---------- |
| Georgianos   | 8         | 6,5%       |
| Abjasios     | 88        | 71,5%      |
| Rusos        | 4         | 3,3%       |
| Armenios     | 17        | 13,8%      |
| Griegos      | 5         | 4,1%       |
| Total        | 123       | 100%       |